# Merzligen
Merzligen is een gemeente en plaats in het Zwitserse kanton Bern, en maakt deel uit van het district Seeland.
Merzligen telt 390 inwoners.